# Unité urbaine de Conques-sur-Orbiel
L'unité urbaine de Conques-sur-Orbiel est une unité urbaine française centrée sur la ville de Conques-sur-Orbiel, dans département de l'Aude. 

## Données générales
En 2010, selon l'INSEE, l'unité urbaine de Conques-sur-Orbiel est composée de deux communes, toutes situées dans le département de l'Aude, plus précisément dans l'arrondissement de Carcassonne.
L'unité urbaine de Conques-sur-Orbiel est un pôle urbain de l'aire urbaine de Carcassonne.

## Délimitation de l'unité urbaine de 2010
L'unité urbaine de Conques-sur-Orbiel selon la nouvelle délimitation de 2010 et population municipale de 2014.
| Nom                | Code Insee | Département | Statut       | Superficie (km2) | Population (dernière pop. légale) | Densité (hab./km2) | Modifier                                    |
| ------------------ | ---------- | ----------- | ------------ | ---------------- | --------------------------------- | ------------------ | ------------------------------------------- |
| Conques-sur-Orbiel | 11099      | Aude        | ville-centre | 25,07            | 2 549 (2022)                      | 102                | modifier les données · modifier les données |
| Villalier          | 11410      | Aude        | banlieue     | 7,70             | 968 (2022)                        | 126                | modifier les données · modifier les données |

## Évolution démographique
| 1968  | 1975  | 1982  | 1990  | 1999  | 2007  | 2012  | 2017  | 2018  | 2021  |
| ----- | ----- | ----- | ----- | ----- | ----- | ----- | ----- | ----- | ----- |
| 2 264 | 2 335 | 2 592 | 2 966 | 2 980 | 3 088 | 3 425 | 3 529 | 3 531 | 3 539 |

## Sources
1. ↑  Composition communale de l'unité urbaine de Villemoustaussou selon le nouveau zonage de 2010
2. ↑  Population légale de l'unité urbaine de Conques-sur-Orbiel
3. ↑  https://www.insee.fr/fr/statistiques/2011101?geo=UU2010-11105